# Acanthodelta argilla
Acanthodelta argilla är en fjärilsart som beskrevs av Swinhoe 1901. Acanthodelta argilla ingår i släktet Acanthodelta och familjen nattflyn. Inga underarter finns listade i Catalogue of Life.